# Naufragio del BAP Rímac

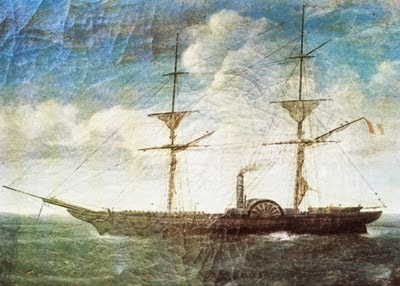
Vapor peruano BAP Rímac en 1850.

En el año 1845 el gobierno del mariscal Ramón Castilla adquiere de Estados Unidos, el primer buque a vapor de guerra de la Marina de Guerra del Perú, se le llamó BAP Rímac. 
Arribó a costas peruanas en 1848, siendo único de su tipo en América Latina por esos años.
En el verano de 1855 el "Rimac", zarpó del Callao con destino al puerto arequipeño de Mollendo (Islay). Se embarcaron 400 militares, pertrechos de guerra, algunos pasajeros y personal civil asimilado a la marina peruana. Llevaba además la paga en oro del personal militar y un hermoso escudo de oro, que se exhibía en la cámara de oficiales. 
El 1° de marzo de 1855, y la mitad de su destino, navegando en una noche muy oscura, y a toda máquina, sin referencia de luz alguna por la entonces desierta costa, la nave timoneada por un novato marino, con rumbo sur según el compás de a bordo (brújula), estando a la altura de la Punta de San Juan (actual Marcona) y a la cuadra con un lugar hoy conocido como la playa "Los Leones" y la roca "El Elefante", la nave cambió de rumbo, sin ser advertido por el timonel y los auxiliares, siguiendo al compás, fue virando y tomó lenta pero fatal dirección hacia la playa, salpicada de rocosos y numerosos arrecifes -el hasta entonces desconocido yacimiento de hierro de Marcona, produce aún hoy un desorden electromagnético a toda nave, atrayendo la aguja del compás, desviando el rumbo del sur al este-. 

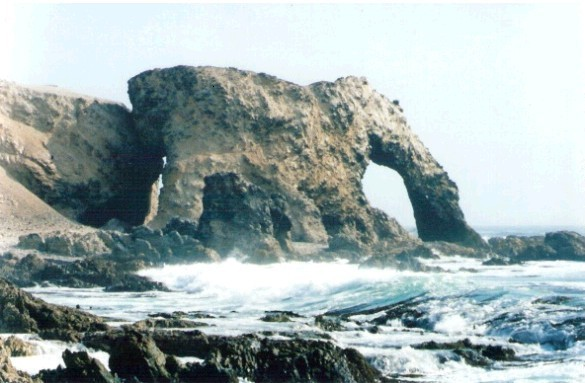
Formación rocosa conocida como el Elefante, cerca de la Playa Los Leones (Marcona) donde naufragó el BAP Rímac en 1855.

El buque chocó bruscamente con el primer grupo de escollos a ochocientos metros de la playa y por el gran forado de proa, comenzó a hundirse lentamente y, todo fue gritos y confusión. Los pasajeros desesperada y desordenadamente se arrojaron al mar, heridos, gritando auxilio, nadando en diferentes direcciones, hundiéndose y ahogándose trágicamente entre la espuma de un violento mar. Solamente llegaron a la orilla sesenta náufragos, la mayoría muy malheridos, por el sorpresivo choque de la nave y porque en su ánimo de ganar la playa sufrieron mortales golpes contra las filosas rocas y las rompientes. 
Agotados y hambrientos, caminaron hasta el pueblo de Acarí, muchos murieron en el trayecto, sólo llegaron diecinueve. Uno de los tripulantes sobrevivientes, era un joven guardiamarina contador, apellidado Palma, que años después se convirtió en el célebre escritor costumbrista, Ricardo Palma, autor de la obra Tradiciones Peruanas, director y restaurador de la Biblioteca Nacional, saqueada e incendiada por las fuerzas de ocupación chilenas en 1881, durante la Guerra del Pacífico. 
Según el escritor en una de sus memorias, menciona este fatal accidente y describe que al pasar por Punta San Juan, cruzando la «Roca Negra», sintió un gran estruendo, todo era desorden y confusión aquel naufragio no fue al principio gran catástrofe; pues de novecientos que éramos entre tripulantes del buque, pasajeros y un batallón de infantería que, con destino a Islay, se había embarcado, no excedieron de doce los ahogados en el mar. Pero cuando, congregados en la playa, nos echamos a deliberar sobre la situación, y nos encontramos sin víveres ni agua, y nos convencimos de que para llegar a un poblado necesitábamos emprender jornada larga, sin más guía que la Providencia, francamente que los pelos se nos pusieron de punta. Acortando narración, baste decir que la sed, el hambre, el cansancio y fatiga dieron cuenta de ochenta y seis náufragos, y que los que, por vigorosos o afortunados, logramos llegar a Chaviña, Chocavento o Acarí, más semblanza teníamos de espectros que de humanos seres.
Después de 120 años, en 1975 la Marina de Guerra del Perú localiza el lugar del hundimiento y recién en 1982 se organiza una expedición con el fin de rescatar piezas y objetos de valor; muy cerca de la playa Los Leones y a baja profundidad se encontró un cañón de hierro tipo Avancarga y una gran ancla tipo «Almirantazgo», restos arrojados a la orilla por la tenaz fuerza del mar.
Ochocientos metros mar adentro está localizada la enorme mortaja azul, se ven las gruesas estructuras de hierro y bronce de la cubierta del buque de más de 180 pies de eslora. Fueron rescatados algunos objetos de valor, municiones de plomo y pedazos de bronce y cobre.
Hoy todos estos tesoros se exhiben en el Museo Naval del Perú, con sede en el Callao.